# Скибин, Юрий Борисович
Жорж (Юрий Борисович) Ски́бин (англ. George Skibine; 1920—1981) — танцовщик, педагог, балетмейстер и деятель хореографии русского происхождения, преимущественно работавший во Франции и США. Супруг балерины Марджори Толчиф.

## Биография
Отец танцовщика, Борис Скибин, был артистом Русского балета Дягилева, поэтому Жорж уже с 5 лет участвовал в балетных спектаклях труппы. Впервые он вышел на сцену в балете Михаила Фокина «Петрушка», задействованный среди толпы на ярмарке. Учился балету в Париже у русских эмигрантов — Ольги Преображенской, Юлии Седовой, Александра Волинина. Занимался в студии у Любови Егоровой:358.
Начал свою карьеру танцовщиком канкана в кабаре «Bal Tabarin». На балетной сцене дебютировал в 1937 году в составе труппы Любови Егоровой «Балет юности». Затем танцевал в составе различных балетных компаний:
- Русский балет Монте-Карло под управлением Рене Блюма (1938—1939)
- Русский балет де Базиля (1939—1941)
- Театр Балета (1941—1942)
- Балет Марковой—Долина (1946)
- Оригинальный русский балет (1947)
- Большой балет маркиза де Куэваса (1947—1956)
- Чикагский балет Рут Пейдж (1956—1957, 1959, вместе с Марджори Толчиф)
- Парижская Опера (1957—1961, с 1959 — этуаль (первый танцовщик), вместе с Марджори Толчиф)

С началом Второй мировой войны благодаря помощи Сергея Лифаря Скибин вместе с другим танцовщиками с нансеновскими паспортами смог выехать из Франции в Англию, где он присоединился к труппе «Русских балетов» полковника де Базиля.

После гастролей на Кубе вместе с частью труппы перешёл во вновь созданный нью-йоркский Театр Балета, где работал с Михаилом Фокиным — в 1941 году тот поставил комический балет на музыку Оффенбаха «Синяя борода», Скибин исполнил роль Принца Сапфира, его партнёршей была Алисия Маркова (Эрмилия): 
Жорж Скибин в роли Сапфира, то пастушка, то принца, вносил романтическую нотку в безудержное балетное веселье:79.
В следующем сезоне исполнил главную роль в новом балете Леонида Мясина «Алеко». Хореограф ставил партию в расчёте на себя, но на премьере её исполнил Скибин (Земфира — Алисия Маркова).
Затем был призван в армию, в 1946 году вновь вернулся на сцену.
Отличался романтичным обликом и элегантным стилем танца. Среди партий — Поэт («Сильфиды»), Ромео («Ромео и Джульетта»).
Начиная с 1950 года одновременно работал и как хореограф, ставя балеты для разных трупп — Балета маркиза де Куэваса, Оперного театра Рио-де-Жанейро, Балета Далласа, Парижской Оперы. 
Наиболее известные работы
- 1950 — «Веронская трагедия» на музыку Чайковского, (Балет маркиза де Куэваса, Ромео — Ж. Скибин, Джульетта — Э. Пагава, художник — А. Дельфо)
- 1955 — «Ромео и Джульетта» на музыку Берлиоза (Балет маркиза де Куэваса)
- 1959 — «Дафнис и Хлоя» на музыку Равеля (Парижская Опера)
- 1967 — «Жар-птица» на музыку Стравинского (для французского телевидения, 1968 — постановка для Балета Далласа)
- 1974 — «Глория» на музыку Пуленка (Балет Далласа)
- «Кавказский пленник» на музыку Хачатуряна к балету «Гаянэ»

Руководил балетом Парижской национальной оперы (1958—1961) и труппой «Харкнесс Балет» в Нью-Йорке (1964—1967). С 1969 года — художественный руководитель труппы «Даллас балет» и балетной школы Далласа, преподавал в Университете Северного Техаса.

### Семья
5 августа 1947 года в Виши женился на балерине Марджори Толчиф. Их двое сыновей, близнецы Александр и Джордж, стали адвокатами.

## Признание
- Кавалер ордена Искусств и литературы (1967)